# Pteropus faunulus
Pteropus faunulus — вид рукокрилих, родини Криланових.

## Поширення, поведінка
Країни поширення: Індія — Нікобарські острови. Був записаний до висоти 200 м над рівнем моря. Мешкає в тропічних вічнозелених лісах, спочиває на диких пальмах. 

## Загрози та охорона
Основна загроза для цього таксона є втрата середовища проживання. На цей вид полюють на кількох островах в лікувальних цілях, бо вважається, що це лікує астму. Був зафіксований у деяких охоронних територіях.